# Porter Township (Missouri)
Porter Township est un ancien township  du comté de Christian dans le Missouri, aux États-Unis.